# Instituto Nacional para la Seguridad y Salud Ocupacional
El Instituto Nacional para la Seguridad y Salud Ocupacional (conocido por sus siglas en inglés como NIOSH) es una agencia federal de los Estados Unidos encargada de realizar investigaciones y recomendaciones para la prevención de enfermedades y lesiones relacionadas con el trabajo. La NIOSH fue creada en 1970 como resultado de la promulgación de la Ley para la Seguridad y Salud ocupacional junto con la Administración de Seguridad y Salud Ocupacional (OSHA) y ambas instituciones forman parte del Departamento de Trabajo de los Estados Unidos (Department of Labor).

## Orígenes
La Ley para la Seguridad y Salud Ocupacional de 1970 creó NIOSH y la Administración de Seguridad y Salud Ocupacional (OSHA). OSHA forma parte del Departamento de Trabajo de los EE. UU. (Department of Labor) y es responsable de crear y hacer que se cumplan las reglas de seguridad y salud en el trabajo. NIOSH forma parte de los Centros para el Control y la Prevención de Enfermedades (CDC) del Departamento de Salud y Servicios Humanos (DHHS). NIOSH es una agencia que fue establecida para ayudar a garantizar condiciones de trabajo seguras y saludables para los hombres y mujeres que trabajan, mediante actividades de investigación, información, educación y capacitación en el campo de la seguridad y salud ocupacional. La información concerniente a las responsabilidades específicas de NIOSH se encuentra en la Sección 22 de la Ley para la Salud y Seguridad Ocupacional de 1970. Adicionalmente, las Enmiendas a la Ley Federal de Salud y Seguridad en Minas de 1977 delegaron autoridad adicional a NIOSH para las investigaciones de salud en las minas de carbón.

## Oficinas
Las oficinas sede de la agencia se encuentran en Washington D. C. y en Atlanta y la agencia cuenta con otras sedes en las ciudades de Anchorage, Cincinnati, Denver, Morgantown, Pittsburgh y Spokane.

## Misión
Generar nuevos conocimientos en el campo de la salud y seguridad ocupacional y adaptar esos conocimientos a la práctica para la mejora de la situación de los trabajadores. Para cumplir esta misión, NIOSH realiza investigaciones científicas, elabora directrices y recomendaciones de obligatoriedad, difunde información y responde a solicitudes para la realización de evaluación de riesgos de salud en el lugar de trabajo.
NIOSH ofrece liderazgo a nivel nacional e internacional para prevenir enfermedades, lesiones, discapacidad y muerte relacionadas con el trabajo, mediante la recolección de datos, la realización de investigaciones científicas y la aplicación del conocimiento obtenido en la creación de productos y servicios, entre los que se incluyen productos de información científica, videos de capacitación y recomendaciones para mejorar la salud y seguridad en el lugar de trabajo.

## Visión
Mejorar la salud y seguridad de los trabajadores mediante el aumento del conocimiento en estas áreas y la implementación de los mismos en el área de trabajo.